# Wierchnieje Pankratowo
Wierchnieje Pankratowo (ros. Верхнее Панкратово) – wieś w Rosji, w rejonie wielikoustidzkim obwodu wołogodzkiego. W 2010 r. liczyła 5 mieszkańców.